# Hồ Séo Mý Tỷ
Hồ Séo Mý Tỷ là một hồ nước nhân tạo thuộc địa phận xã Tả Van, thị xã Sa Pa, tỉnh Lào Cai, cách trung tâm thị xã Sa Pa khoảng 20 km. Hồ được hình thành từ việc xây dựng đập cho công trình thủy điện Séo Chong Hô và nằm trong lõi của vườn quốc gia Hoàng Liên Sơn. Nằm ở độ cao 1.600 m so với mực nước biển, đây được xem là hồ nước nhân tạo cao nhất Việt Nam, đồng thời cũng là một trong những hồ nước nhân tạo cao nhất khu vực Đông Dương. Khu vực xung quanh hồ là nơi sinh sống của người H'Mông.

## Lịch sử
Năm 2008, dự án Nhà máy thủy điện Séo Chong Hô đã được khởi công và vào cuối năm 2012, dự án đã được hoàn thành, đưa vào vận hành thương mại và phát điện lên lưới điện Quốc gia. Công trình thủy điện với đập đầu mối được xây dựng tại thôn Séo Mý Tỷ, xã Tả Van (hình thành nên hồ Séo Mý Tỷ) và Nhà máy xây dựng tại xã Bản Hồ, huyện Sa Pa.
Đến sáng ngày 14 tháng 3 năm 2013, công trình thủy điện Séo Chong Hô chính thức được tổ chức khánh thành. Đồng thời, đập của dự án thủy điện cũng sở hữu nhà máy thủy điện có cột nước cao nhất cả nước và Đông Nam Á với 900 m. Cũng vào năm đó, Ủy ban nhân dân tỉnh Lào Cai đã công bố quyết định quy hoạch du lịch sinh thái Séo Mý Tỷ bao gồm hồ nước Séo Mý Tỷ, đập Thủy điện Séo Trung Hô (khoảng 60 ha), thôn Séo Mý Tỷ và vành đai xung quanh (90 ha).
Cuối năm 2021, quãng đường vào khu du lịch sinh thái Séo Mý Tỷ được đầu tư mở rộng.

## Du lịch
Khu vực xung quanh hồ đã được báo chí Việt Nam ví von như trời Âu thu nhỏ tại Sa Pa, hệt như một ốc đảo heo hút trên vách đá dựng đứng, ngang với lưng trời. Để đến du lịch tại hồ, người dân sẽ phải di chuyển gần 12 km đường dốc lên tới 20%.
Tại đây, các hình thức phát triển du lịch như: cắm trại qua đêm tại hồ, chèo thuyền kayak khám phá xung quanh, câu cá… cũng đã được triển khai. Từ hồ, du khách còn có thể chiêm ngưỡng được đỉnh núi cao nhất Đông Dương, Fansipan. Vào mùa khô, dòng sông cung cấp nước cho hồ trở thành một con suối, lộ ra những bãi đá lớn.

## Thủy sản
Do ở độ cao 1.600 m nên nước trong hồ luôn mát lạnh, người dân nơi này đã tận dụng nuôi những loài cá nhiệt đới như cá tầm, cá hồi...